# ۸۸۹ (خورشیدی)
۸۸۹ هشتصد و هشتاد و نهمین سال هجری خورشیدی است.

## رویدادها
- وقوع نبرد مرو در نزدیکی مرو (در شمال‌شرقی خراسان بزرگ) و شکست سپاه ازبک به فرماندهی محمد شیبانی ازبک از سپاه قزلباش ایران به فرماندهی شاه اسماعیل یکم صفوی. در پی این جنگ خراسان از چنگ ازبکها رهایی یافت و به دامان ایران بازگشت.

## درگذشتگان
- شیبک خان، (زادروز: ۸۳۰)، ازبک، بنیانگذار حکومت شیبانیان یا ازبکان.